# Pavel Satrapa
Pavel Satrapa (* 11. listopadu 1964 Ústí nad Labem) je vysokoškolský pedagog, autor knih o IPv6, programování, webu a Linuxu. Přispívá články na Lupa.cz a Root.cz.
V letech 1983 až 1988 vystudoval Matematicko-fyzikální fakultu Univerzity Karlovy v Praze. V současné době působí na Technické univerzitě v Liberci (TUL). Působil zde jako vedoucí katedry aplikované informatiky na Fakultě mechatroniky, nebo vedoucím týmu na Ústavu nových technologií a aplikované informatiky. V únoru roku 2018 se stal prorektorem pro informatiku na TUL.

## Knihy
- World-Wide Web pro čtenáře, autory a misionáře, 1. i 2. vydání 1996
- Linux – Internet Server, 1. vydání 1996, 2. upravené vydání 1998, ISBN 80-902230-3-6
- Web design, 1997, ISBN 80-902230-1-X
- Začínáme v Pascalu, 1998, ISBN 80-902230-6-0
- Internet s Windows 98 pro zelenáče, 1999, ISBN 80-902230-8-7
- Perl pro zelenáče, 2000, ISBN 80-86330-02-8
- Pascal pro zelenáče, 2000, ISBN 80-86330-03-6
- IPv6, 2002, ISBN 80-86330-10-9